# Campeonato Peruano de Futebol
O Campeonato Peruano de Futebol, também conhecido como Liga 1 ou Liga 1 Betsson (por motivos de patrocínio) ou simplesmente Campeonato Descentralizado, é a primeira divisão do futebol do Peru. É organizado pela Federación Peruana de Fútbol (FPF).
Desde sua fundação em 1912, o torneio foi disputado 105 vezes. O primeiro torneio foi conquistado pelo Lima Cricket and Football Club e o campeão mais recente é o Universitario de Deportes, que conquistou seu vigésimo sétimo título em 2023. O maior campeão nacional é o Universitario de Deportes com 27 campeonatos, seguido por Alianza Lima e Sporting Cristal com 25 e 20 títulos, respectivamente.
A Liga 1 foi classificada pela Federação Internacional de História e Estatística de Futebol como a 10ª melhor liga do mundo em 2004. Na primeira década do século XXI, foi considerado o quinto campeonato mais forte da América do Sul e o sexto das Américas, enquanto globalmente ficou no 20º lugar.
Atualmente, é disputada por 19 equipes e é dividida em duas fases: o Torneo Apertura (entre fevereiro e junho) e o Torneo Clausura (entre julho e dezembro). Os vencedores dos torneios garantem vaga na Copa Libertadores da América, além de se enfrentarem para definir o campeão nacional do ano.

## História

### Primeiros clubes

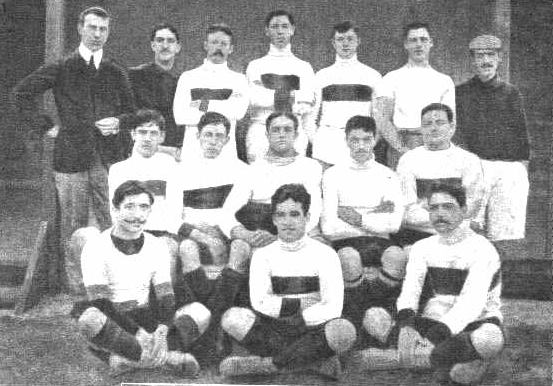
Lima Cricket, o primeiro campeão de futebol peruano em 1912.

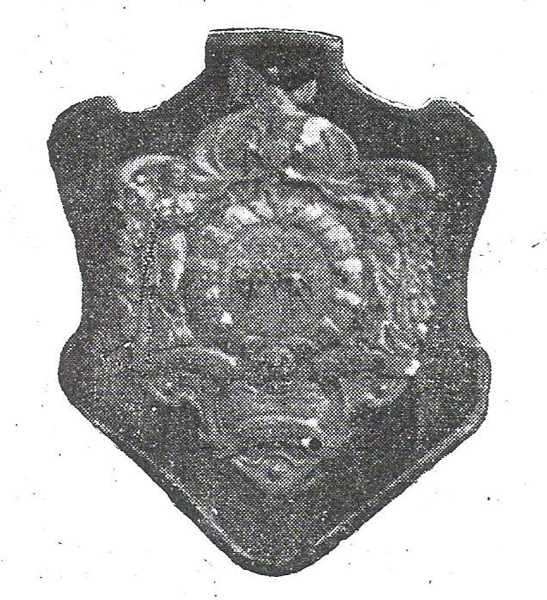
Troféu de campeão entre 1912 a 1921.

O futebol foi introduzido no Peru no final do século XIX pelos marinheiros ingleses durante suas frequentes visitas ao porto de Callao. Durante os seus tempos livres, os marinheiros jogavam futebol e convidaram os "chalacos" a participar. O futebol cresceu graças à essa prática, depois, a pratica esportiva se desenvolveu entre os visitantes estrangeiros e os locais, chamando a atenção de Peruanos que vivem em outras cidades.
Os primeiros clubes do Peru foram fundados no início do século XX para continuar com a prática do esporte. O primeiro clube peruano foi o Lima Cricket and Football Club (fundado em 1859), uma instituição criada pela colônia de ingleses e seus descendentes instalados no Peru. Posteriormente, foram formados outros clubes de futebol por peruanos, entre eles o Club Ciclista Lima Association (fundado em 1896), que, embora tenha começado mais voltada para o ciclismo, incorporou o futebol em suas atividades e é o clube de futebol mais antigo fundado por peruanos. O primeiro clube fundado exclusivamente para futebol foi o Association Football Club que mais tarde se fundiu com o Ciclista Lima.[carece de fontes?]
Depois vieram os primeiros clubes de futebol e ligas esportivas em outras cidades como Cuzco, onde o Cienciano foi fundada em 1901 sob o nome de União Cienciana, impulsionado pela promoção de estudantes da Escola Nacional de Artes e Ciências e o Universidad de Cusco, que foi fundado em 1903.
Em Arequipa, foi fundado o Sport Victoria Huayco em 1904, por iniciativa dos trabalhadores da fábrica de tecidos “La Unión", localizada no vilarejo de El Huayco, distrito de Uchumayo.
Na cidade de Puno em 1905 foi fundado o Club Deportivo Unión Carolina pelo diretor do Colégio Nacional de San Carlos, Dr. Colley E. Sparkman, de nacionalidade alemã. Atualmente esta equipe de esporte pertence à Unidade Escolar de Gran San Carlos.
Em Iquitos, o Athletic Club José Pardo foi fundado em 1906 por um grupo de meninos cuja idade variava entre 12 e 19 anos. Também há registros de que, na cidade de Cerro de Pasco, o clube Victoria Foot Ball foi fundado em 1903.
Entretanto, a liga amadora mais importante permaneceu na região do porto, resultando dessa maneira das rivalidades entre os clubes de Callao e de Lima.

### Criação da Liga Peruana de Fútbol
Em 1912, sob os auspícios dos líderes Eduardo Fry, H.G. Redshaw e R.C. Brown, o clube Miraflores Sporting Club convidou vários outros clubes para participar da formação de uma liga de futebol. Vários clubes aceitaram o convite e, em 27 de fevereiro de 1912, foi criada oficialmente a Liga Peruana de Futebol, que em seus primeiros anos comtou apenas clubes da Província de Lima. O primeiro campeonato ocorreu no mesmo ano e incluiu dezessete equipes que foram divididas em dois grupos: a Primeira Divisão e a Segunda Divisão. A Primeira Divisão foi composta pela Associação Futebol Clube, Escola Militar Chorrillos, Jorge Chávez Nr. 1, Lima Cricket e Clube de Futebol, Miraflores Foot Ball Club, Sport Alianza (que mais tarde mudou de nome para Alianza Lima), Sport Inca e Sport Vitarte. A Segunda Divisão foi formado pelo Atlético Grau No.1, Atletico Peruano, Carlos Tenaud No. 1 Carlos Tenaud No. 2, Jorge Chavez Nr. 2, Esporte Libertad Barranco, Lima, Desporto e União Magdalena Miraflores.
O Lima Cricket foi o primeiro campeão da Liga de futebol peruana, enquanto a Associação F.B.C. terminou em segundo lugar. A primeira edição do campeonato foi um sucesso apesar de pequenos contratempos. A Escola Militar de Chorrillos se retirou no meio da temporada, após ter ganhado apenas um ponto.
Na segunda edição do torneio, o Sport Jorge Chávez ganhou o título e no ano seguinte, o Lima Cricket venceu o seu segundo campeonato. O Sport José Gálvez, que se recusou a participar em 1912, ganhou dois torneios consecutivos em 1915 e 1916. Em 1917, o campeão foi o Sport Juan Bielovucic. O Sport Alianza ganhou o seu primeiro bicampeonato ao faturar os títulos de 1918 e 1919. Enquanto isso, o Sport Inca e Sport Progress ganharam os campeonatos de 1920 e 1921, respectivamente. A liga foi disputada ininterruptamente durante dez temporadas até que foi temporariamente dissolvida. As discrepâncias com a organização fizeram com que entre 1922 e 1925 o torneio não tenha sido disputado.

### Criação da Federación Peruana de Fútbol
Como a Liga peruana não teve um caráter muito formal e também não foi oficialmente reconhecida, em 1922 foi fundada a Federação Peruana de Futebol (FPF). Desde 1926, os torneios começaram a ser jogados novamente com a adição das equipes de Callao. No entanto, dois campeonatos experimentais foram realizados sob os auspícios da FPF em 1926 e 1927, que não se desenvolveram normalmente e que também não têm reconhecimento oficial. O torneio de 1926 contou com a presença de onze equipes, porém, algumas delas se retiraram da liga no meio da temporada. O vencedor foi o Sport Progreso com quatro vitórias e dois empates. Em 1927, o número de equipes diminuiu para oito e, tal como na temporada anterior, não foi disputado em sua totalidade. O Alianza Lima conquistou seu terceiro título depois de vencer três jogos.
Em 1928, a Federação Peruana de Futebol organizou o primeiro torneio oficial do futebol peruano, aumentou o número de equipes para dezenove e os separou em dois grupos, dos quais cinco equipes avançaram para o grupo final no qual se definia o campeão da liga. Na segunda etapa do campeonato, o Alianza Lima enfrentou a Federação Universitária (hoje conhecido como Universitario de Deportes), que foi convidada pela FPF. O encontro terminou com a vitória da Federação Universitária de 1-0 e assim começou a maior rivalidade da história do futebol peruano.

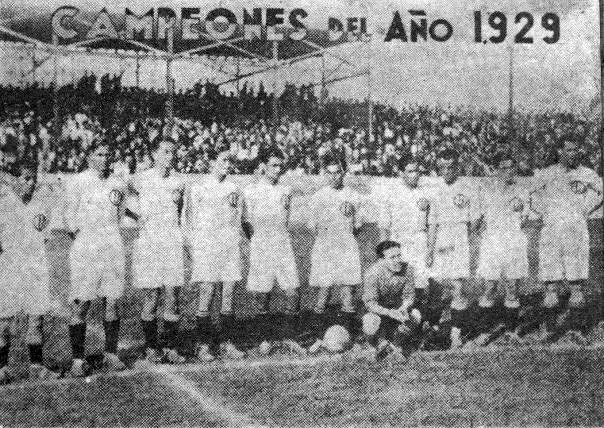
Universitario de Deportes campeão em 1929.

No final da segunda fase, ambos os clubes empataram em primeiro lugar, razão pela qual foram jogados dois jogos extras para decretar o campeão de 1928. O primeiro jogo terminou com um empate de 1-1 e o segundo com uma vitória de 2-0 do Alianza Lima. Depois de um segundo lugar em sua estreia na primeira divisão, a Federação Universitária ganhou seu primeiro título em 1929. Para o campeonato de 1930, a Federação experimentou com um novo formato. As equipas foram separadas em três grupos de quatro equipas. O vencedor de cada grupo avançou para o grupo final para definir o campeão da temporada. Os três finalistas foram: Atlético Chalaco, Alianza Lima e a Federação Universitária. O vencedor foi o Atlético Chalaco que venceu os dois jogos por 2-1 e se tornou a primeira equipe originário da província de Callao a ganhar o título.

O Alianza Lima venceu o campeonato nas três temporadas seguintes e estava prestes a ganhar um quarto título, se não fosse pelo Universitario, que os derrotou na partida decisiva do campeonato de 1934. Nesse sentido, há uma controvérsia em alguns círculos sobre o time que deveria ter levado o título desse ano. Alguns argumentam que o campeão deveria ter sido o Alianza Lima, enquanto outros sustentam que o título corresponde ao Universitario. Além desta discussão, a Federação Peruana de Futebol, a Associação Profissional de Futebol do Peru e a FIFA reconhecem oficialmente o Universitario como campeão de 1934.

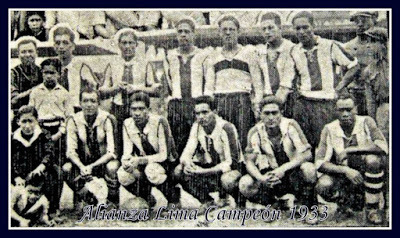
Alianza Lima, primeira tricampeã do campeonato peruano.

Em 1935, o título voltou a Callao, mas desta vez graças ao Sport Boys (fundado em 1927 e participante desde 1933), que derrotou as outras quatro equipes que estavam competindo. Em 1936 não houve torneio devido à participação da equipe de futebol do Peru nos Jogos Olímpicos de 1936 em Berlim, mas foi realizada com o acordo de todos os clubes um torneio amistoso chamado Relâmpago em que o Universitario de Deportes foi campeão. O campeonato voltou em 1937 para ser conquistado novamente pelo Sport Boys.
Curiosamente, o time de futebol peruano que competiu em Berlim foi formado principalmente por jogadores dos Sport Boys. O Deportivo Municipal, outro clube que se tornou uma equipe tradicional do futebol peruano ganhou seu primeiro campeonato em 1938 e uma segunda vez em 1940, enquanto o Universitario ganhou em 1939 e 1941. Os campeonatos organizados pela Federação Peruana de Futebol aconteceram até 1940, quando a Associação Não Amadora (ANA) foi criada, a partir desse momento a entidade foi responsável pela organização do campeonato peruano, que mudou de nome para Campeonato de Seleção e Competição.
Em 1942, o Sport Boys ganhou o tricampeonato terminando um ponto à frente do Deportivo Municipal. No ano seguinte, o Municipal também ganhou seu terceiro título da liga e começou a estabelecer-se como uma das melhores equipes do futebol peruano. Em 1944, um novo campeão foi coroado, o Mariscal Sucre. O Universitario voltou ao topo depois de ganhar os títulos de 1945 e 1946. Em 1945 foram marcado 270 gols em 56 jogos (uma média de 4,8 gols por jogo), a maior média de gols registrado até hoje no futebol peruano. Em 1947, o Atlético Chalaco ganhou seu segundo e último título de primeira divisão. O Alianza Lima ganhou o título em 1948 após catorze anos na fila. Universitario e Deportivo Municipal foram campeões de 1949 e 1950 respectivamente, esses foram os dois últimos campeões da liga peruana antes do esporte se tornar profissional.

### Profissionalismo e o Campeonato Descentralizado
O profissionalismo do futebol no Peru começou em 1951, quando a Federação Peruana de Futebol adaptou o campeonato de acordo com as diretrizes mundiais, mas apenas com a participação de clubes da cidade de Lima e da província do Callao, sob a organização da Associação Central de Futebol (ACF).

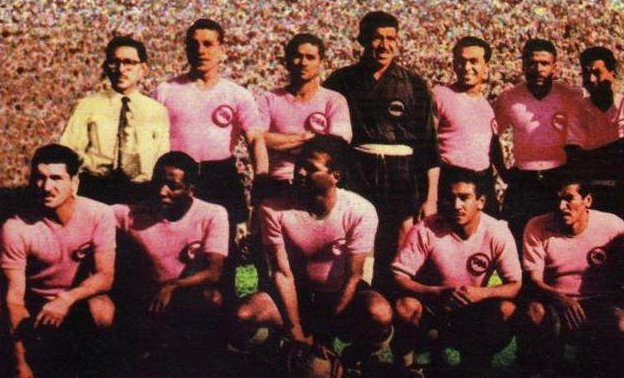
Sport Boys em 1951

O primeiro campeão profissional do torneio foi o Sport Boys que alcançou seu quarto título na história. Os títulos das quatro temporadas seguintes foram ganhos por Alianza Lima (1952, 1954, 1955) e Mariscal Sucre (1953). Em 1956, uma nova equipe chegou ao campeonato peruano, o Sporting Cristal, que alcançou a primeira divisão após a fusão com o Sporting Tabaco. O Soorting Cristal coroou-se campeão nacional pela primeira vez em sua história já em seu primeiro ano na categoria máxima.
Antes do início do campeonato de 1957, a A.C.F. mudou o formato da competição. Os dez clubes participantes jogaram uma primeira fase em viagens de ida e volta. No final dessa fase, as cinco primeiras equipes enfrentaram um ao outro através do sistema de todos contra todos para determinar o campeão, enquanto os últimos cinco se enfrentaram no mesmo sistema para definir qual equipe cairia para a segunda divisão. O campeão foi o Centro Iqueño, enquanto o clube que caiu foi o Miraflores Porvenir. A temporada de 1960 teve uma característica nova e atraente para o futebol peruano: o campeão se classificou para a recém-criada Copa Libertadores da América.
Em 19 de abril de 1961, o Universitario se tornou o primeiro clube peruano a participar deste torneio depois de ter vencido o título de 1960. Desde 1962, a Associação Desportiva de Futebol Profissional tomou o lugar da Associação Central de Futebol como organizadora da liga peruana. Três anos depois, a Federação Peruana de Futebol permitiu a participação de equipes de todo o país no campeonato e, no ano seguinte, nasceu o chamado "Torneio de Futebol Descentralizado". O número de equipes aumentou para catorze e os primeiros clubes peruanos no interior do país a ser convidado a jogar na primeira divisão foram: Atlético Grau de Piura, Melgar de Arequipa, Octavio Espinosa de Ica e Alfonso Ugarte de Chiclín, Trujillo.

#### Temporadas 1966-2010
Os organizadores decidiram que a melhor equipe classificada dos quatro convidados permaneceria na primeira divisão, enquanto os outros três iriam para o segunda divisão. O Universitario foi o vencedor do campeonato, ganhando o direito de ser chamado de "Primeiro Campeão peruano de futebol". Com o novo campeonato nacional, a Copa Peru foi criada para promover clubes no interior do país, juntamente com a Segunda Divisão que promovia equipes de Lima e Callao.
A primeira Copa Peru foi jogada em 1967 (antes do início do Descentralizado) trazendo Alfonso Ugarte e Octavio Espinoza (campeão e vice-campeão) para a categoria superior, bem como Juan Aurich de Chiclayo e Melgar que terminaram em terceiro e quarto lugar respectivamente. O Universitario de Deportes foi campeão novamente na segunda edição do Torneio Descentralizado. No entanto, nessa temporada, apenas um clube do interior do país foi rebaixado para a segunda divisão. Em 1969, o torneio sofreu uma pequena alteração no formato. O campeonato foi jogado por catorze equipes, depois de se encontrarem em encontros de ida e volta, eles foram divididos em dois grupos.
No primeiro grupo foram incluídas as seis primeiras equipes das posições lutando pelo título nacional, enquanto no segundo grupo foram os oito clubes restantes para definir as equipes que seriam rebaixadas. Em 1984, o campeonato foi reorganizado dividindo o território peruano em quatro regiões (Norte, Sul, Oriente e Centro), aumentando o número de equipes profissionais para mais de quarenta e quatro em todo o país. No início da temporada, cada região disputava o seu Campeonato Regional. Ao mesmo tempo, o Campeonato Metropolitano foi jogado apenas entre as equipes de Lima e Callao. Ai final, as melhores equipes de cada região e metropolitana jogaram na modalidade de todos contra todos o Campeonato Descentralizado de onde veio o campeão nacional.
Em 1992, o sistema anterior foi eliminado e um único Campeonato Descentralizado foi jogado por dezesseis equipes participantes. No primeiro ano, foram convidados os oito times de Lima e Callao que ocuparam os primeiros lugares no Metropolitano de 1991 (Alianza Lima, Defensor Lima, Deportivo Municipal, Hijos de Yurimaguas, San Agustín, Sport Boys, Sporting Cristal y Universitario de Deportes) e as equipes que ocuparam os primeiros lugares em cada um dos Campeonatos Regionais de 1991 (Alianza Atlético, Carlos A. Mannucci, Cienciano, Colégio Nacional de Iquitos, Melgar, León de Huánuco, Unión Minas e UTC). Este campeonato foi jogado em turno e returno, pontos corridos, todos contra todos, resultando no título da equipe que alcançou mais pontos. O vice-campeão foi definido em uma Liguilla em que participaram as equipes localizadas entre o segundo e sexto lugar do Descentralizado, além do campeão do Torneio Zonal.
Para o Campeonato Descentralizado de 1997, dois torneios foram realizados no ano, o Apertura e o Clausura, e o campeão nacional saiu do confronto entre os campeões de cada torneio. Este formato perdurou até 2008.
Para a temporada de 2009, foi criado um novo sistema. O torneio começou com os dezesseis equipes que se enfrentaram em jogos de ida e volta. Na segunda parte do torneio, as dezesseis equipes foram divididas em dois grupos de oito e foram formadas. Os vencedores de cada grupo enfrentaram o outro na final para definir o campeão nacional.

#### Temporadas 2010-2018
O Campeonato Descentralizado de 2010 foi realizado em três etapas: no primeiro, as equipes jogaram no modo all-in-one e a equipe que terminou em primeiro se classificou para a Copa Libertadores; Na segunda etapa, eles fizeram isso por meio de duas séries, enquanto no terceiro os vencedores de cada série decidiram o título nacional. As equipes que terminaram no primeiro lugar de cada série foram o Universidad de San Martín e o León de Huánuco que se qualificaram para a fase de grupos da Copa Libertadores de 2011 e disputaram o título nacional em jogos de ida e volta. O Universidad San Martin voltou a consagrar-se campeão. Na mão do treinador Anibal Ruiz, empatou em Huánuco por 1-1 e venceu por 2-1 em Lima. 
Na temporada de 2011, o torneio foi realizado em duas etapas: na primeira, as equipes jogaram entre si com eliminatórias de ida e volta, o que deu um total de trinta jogos. Na segunda etapa, as duas melhores equipes após as trinta rodadas jogaram o título nacional em uma final com jogos de ida e volta. O Juan Aurich tornou-se o campeão pela primeira vez em sua história, depois de derrotar o Alianza Lima na final. Ele perdeu o primeiro jogo por 2-1 e ganhou por 1-0 em Lima. Uma terceira partida foi jogada para definir o campeão da temporada. Esta partida terminou empatada em 0-0, então o campeonato foi definido nos pênaltis e o Juan Aurich ganhou por 3-1. No Campeonato Descentralizado de 2012, o Sporting Cristal venceu seu 16º título depois de sete anos na fila contra o Real Garcilaso de Cuzco.
Na temporada 2013, o Universitario de Deportes venceu o seu vigésimo sexto título nacional depois de vencer o Real Garcilaso por 5-4 nas pênaltias num terceiro jogo decisivo no Estádio Huancayo. Em 2014, o Sporting Cristal foi o campeão depois de derrotar o Juan Aurich na final jogada na cidade de Trujillo. Em 2015, no ano do seu centenário, o Melgar foi coroado campeão nacional pela segunda vez na sua história após derrotar o Real Garcilaso em um jogo extra jogado em Callao. Duas semanas depois, voltou a bater o time de Cuzco nas semifinais para finalmente vencer o Sporting Cristal no segundo jogo da final, disputado no Estádio Monumental da UNSA. O time arequipenho tornou-se o primeiro time de fora de Lima a dar a volta olímpica em sua cidade natal.
A temporada de 2016 foi a 100ª edição da Liga Peruana e a quinquagésima primeira realizada sob o nome Descentralizado. O campeonato foi uma competição oficial em nível nacional, e participaram os dezesseis clubes que compõem a categoria mais alta. A organização, controle e desenvolvimento do torneio ficou a cargo da Associação Esportiva de Futebol Profissional, sob a supervisão da Federação Peruana de Futebol (FPF). Houve uma tabela de classificação acumulada para todo o ano. O torneio foi dividido em 4 etapas: Apertura, Clausura, Liguillas e Play Offs.
As semifinais do Campeonato Descentralizado de 2016 aconteceram nos dias 30 de novembro e 4 de dezembro em partidas de ida e volta. Os vencedores foram Sporting Cristal e Melgar. A primeira mão da final disputada em Arequipa resultou num empate 1-1, no segundo jogo disputado em Lima houve outro empate, desta vez foi 0-0 o que significou o título para o Sporting Cristal pelo golo que marcou em condição de visitante. As equipes que foram rebaixadas para a segunda divisão foram Universidad Cesar Vallejo e Defensor la Bocana. Em 2017 o campeonato sofreu modificações em relação à edição anterior. As Liguillas e os Play-offs com quatro equipas foram eliminados e em vez disso foram disputados 2 torneios curtos, o Torneo Aperutra e o Torneo Clausura; onde os campeões do Apertura e Clausura se classificariam para a Final. O Torneo Apertura, que foi disputado no formato todos contra todos, começou em 26 de maio e terminou em 13 de agosto.
O Alianza Lima sagrou-se campeão do Torneo Apertura em meio a uma polêmica, classificando-se assim para a Final do Campeonato e para a Fase de Grupos da Copa Libertadores 2018. O Torneo Clausura começou no dia 18 de agosto e terminou no dia 3 de dezembro. O Alianza Lima sagrou-se campeão e desta forma, tendo vencido também o Apertura, sagrou-se imediatamente campeão nacional. O Real Garcilaso foi vice-campeão e assim se classificou para a fase de grupos da Copa Libertadores 2018. Além disso, Juan Aurich e Alianza Atlético foram rebaixados ao terminar na décima quinta e décima sexta posições, respectivamente.
Em 2018 o campeão foi o Sporting Cristal, que conquistou o 19º título ao vencer o Alianza Lima na final: 4 a 1 no primeiro jogo e 3 a 0 no segundo. Foi também a estreia do Deportivo Binacional na Primeira Divisão e o regresso do Sport Boys depois de passar 5 anos na Segunda Divisão. Nesta edição, o jogador do Sporting Cristal, Emanuel Herrera, quebrou o recorde de Eduardo Esidio de mais gols em uma única temporada com 40 gols, mais 3 que o brasileiro.

## Equipes participantes de 2023
As equipes participantes da temporada 2023 são 19, a maioria são de Lima.
| Equipe                     | Cidade    | Fundação                | Estádio                                  | Capacidade |
| -------------------------- | --------- | ----------------------- | ---------------------------------------- | ---------- |
| Academia Cantolao          | Callao    | 14 de abril de 1981     | Miguel Grau                              | 25 000     |
| Asociación Deportiva Tarma | Tarma     | 18 de junho de 1929     | Estádio Huancayo                         | 17 000     |
| Alianza Atlético           | Sullana   | 18 de janeiro de 1920   | Campeones del 36                         | 12 000     |
| Alianza Lima               | Lima      | 15 de fevereiro de 1901 | Alejandro Villanueva                     | 33 000     |
| Atlético Grau              | Piúra     | 5 de junho de 1919      | Municipal de Bernal                      | 7 000      |
| Binacional                 | Juliaca   | 18 de dezembro de 2010  | Guillermo Briceño Rosamedina             | 20 030     |
| Carlos Mannucci            | Trujillo  | 16 de novembro de 1959  | Mansiche                                 | 27 000     |
| Cienciano                  | Cuzco     | 8 de julho de 1901      | Estádio Inca Garcilaso de la Vega        | 42 056     |
| Cusco FC                   | Cuzco     | 16 de julho de 2009     | Estádio Inca Garcilaso de la Vega        | 42 056     |
| Deportivo Municipal        | Lima      | 27 de julho de 1935     | Iván Elías Moreno                        | 13 773     |
| Melgar                     | Arequipa  | 25 de março de 1915     | Estádio Monumental da UNSA               | 60 000     |
| Sport Boys                 | Callao    | 28 de julho de 1927     | Miguel Grau                              | 17 785     |
| Sport Huancayo             | Huancayo  | 7 de fevereiro de 2007  | Estádio Huancayo                         | 17 000     |
| Sporting Cristal           | Lima      | 13 de dezembro de 1955  | Alberto Gallardo                         | 11 600     |
| Universidad César Vallejo  | Trujillo  | 6 de janeiro de 1996    | Mansiche                                 | 27 000     |
| Unión Comercio             | Tarapoto  | 31 de janeiro de 2002   | Estadio Municipal Carlos Vidaurre García | 7 000      |
| UTC                        | Cajamarca | 14 de julho de 1964     | Estádio Héroes de San Ramón              | 25 000     |
| Universitario de Deportes  | Lima      | 7 de agosto de 1924     | Estádio Monumental "U"                   | 80 093     |

## Clubes participantes por ano

### 1912-1919
| Ano  | Club                | Cidade |
| ---- | ------------------- | ------ |
| 1912 | Lima Cricket FBC    | Lima   |
| 1912 | Association F.C.    | Lima   |
| 1912 | Miraflores S.C.     | Lima   |
| 1912 | Jorge Chávez        | Lima   |
| 1912 | Escuela Militar     | Lima   |
| 1912 | Sport Alianza       | Lima   |
| 1912 | Sport Inca          | Lima   |
| 1912 | Sport Vitarte       | Lima   |
| 1913 | Lima Cricket FBC    | Lima   |
| 1913 | Association F.C.    | Lima   |
| 1913 | José Gálvez         | Lima   |
| 1913 | Jorge Chávez        | Lima   |
| 1913 | Unión Miraflores    | Lima   |
| 1913 | Sport Alianza       | Lima   |
| 1913 | Sport Inca          | Lima   |
| 1913 | Atlético Grau No.1  | Lima   |
| 1914 | Lima Cricket FBC    | Lima   |
| 1914 | Atlético Peruano    | Lima   |
| 1914 | José Gálvez         | Lima   |
| 1914 | Jorge Chávez        | Lima   |
| 1914 | Sporting Fry        | Lima   |
| 1914 | Sport Alianza       | Lima   |
| 1914 | Sport Inca          | Lima   |
| 1914 | Atlético Grau No.1  | Lima   |
| 1915 | Atlético Peruano    | Lima   |
| 1915 | Jorge Chávez N.º 2  | Callao |
| 1915 | Sport Alianza       | Lima   |
| 1915 | Sport Inca          | Lima   |
| 1915 | Sport José Gálvez   | Lima   |
| 1915 | Sporting Fry        | Lima   |
| 1915 | Unión Miraflores    | Lima   |
| 1916 | Atlético Peruano    | Lima   |
| 1916 | Jorge Chávez        | Lima   |
| 1916 | Jorge Chávez N.º 2  | Callao |
| 1916 | Juan Bielovucic     | Lima   |
| 1916 | Sport Alianza       | Lima   |
| 1916 | Sport Inca          | Lima   |
| 1916 | Sport José Gálvez   | Lima   |
| 1916 | Sport Tacna Nº 1    | Lima   |
| 1916 | Unión Miraflores    | Lima   |
| 1917 | Alianza Chorrillos  | Lima   |
| 1917 | Atlético Peruano    | Lima   |
| 1917 | Escuela de Artes    | Lima   |
| 1917 | Fraternal Barranco  | Lima   |
| 1917 | Jorge Chávez        | Lima   |
| 1917 | Jorge Chávez N.º 2  | Callao |
| 1917 | Juan Bielovucic     | Lima   |
| 1917 | Sport Alianza       | Lima   |
| 1917 | Sport Inca          | Lima   |
| 1917 | Sport José Gálvez   | Lima   |
| 1917 | Sportivo Tarapacá   | Lima   |
| 1917 | Unión Miraflores    | Lima   |
| 1917 | Unión Perú          | Lima   |
| 1918 | Sport Alianza       | Lima   |
| 1918 | Jorge Chávez N.º 2  | Callao |
| 1918 | Sportivo Tarapacá   | Lima   |
| 1918 | Alianza Chorrillos  | Lima   |
| 1918 | Fraternal Barranco  | Lima   |
| 1918 | Sport Progreso      | Lima   |
| 1918 | Sport Inca          | Lima   |
| 1918 | Atlético Peruano    | Lima   |
| 1918 | Sportivo Lima       | Lima   |
| 1918 | Unión Perú          | Lima   |
| 1918 | Sport Vitarte       | Lima   |
| 1918 | Jorge Chávez        | Lima   |
| 1918 | Association Alianza | Lima   |
| 1918 | Juan Bielovucic     | Lima   |
| 1919 | Saenz Peña          | Lima   |
| 1919 | Sport Alianza       | Lima   |
| 1919 | Juan Bielovucic     | Lima   |
| 1919 | Sport Vitarte       | Lima   |
| 1919 | Atlético Peruano    | Lima   |
| 1919 | Sport Progreso      | Lima   |
| 1919 | Sport Inca          | Lima   |
| 1919 | Jorge Chávez N.º 2  | Callao |
| 1919 | Sport José Gálvez   | Lima   |
| 1919 | Sport Huáscar       | Lima   |
| 1919 | Association Alianza | Lima   |
| 1919 | Jorge Chávez        | Lima   |
| 1919 | Sport Calavera      | Lima   |
| 1919 | Alianza Chorrillos  | Lima   |

### 1920-1929
| Ano  | Club                         |
| ---- | ---------------------------- |
| 1920 | Sport Alianza                |
| 1920 | Sport Inca                   |
| 1920 | Sport Progreso               |
| 1920 | Jorge Chávez N.º 2           |
| 1920 | Sport José Gálvez            |
| 1920 | Jorge Chávez                 |
| 1920 | Sport Huáscar                |
| 1920 | Association Alianza          |
| 1920 | Saenz Peña                   |
| 1921 | Sport Progreso               |
| 1921 | Jorge Chávez N.º 2           |
| 1921 | Sport Alianza                |
| 1921 | Sport Inca                   |
| 1921 | Jorge Chávez                 |
| 1921 | Sport José Gálvez            |
| 1921 | Juan Bielovucic              |
| 1921 | Saenz Peña                   |
| 1921 | Sport Huáscar                |
| 1921 | Unión Barranco               |
| 1921 | Association Alianza          |
| 1926 | Atlético Chalaco             |
| 1926 | Circolo Sportivo Italiano    |
| 1926 | Deportivo Nacional           |
| 1926 | Jorge Chávez N.º 2           |
| 1926 | Club Jorge Washington        |
| 1926 | Sport Alianza                |
| 1926 | Sport José Gálvez            |
| 1926 | Sport Progreso               |
| 1926 | Sportivo Tarapacá            |
| 1926 | Teniente Ruiz                |
| 1926 | Unión Buenos Aires           |
| 1927 | Association Alianza          |
| 1927 | Atlético Chalaco             |
| 1927 | Ciclista Lima                |
| 1927 | Circolo Sportivo Italiano    |
| 1927 | Alianza Lima                 |
| 1927 | Sport Progreso               |
| 1927 | Sportivo Tarapacá            |
| 1927 | Unión Buenos Aires           |
| 1928 | Alberto Secada               |
| 1928 | Alianza Callao               |
| 1928 | Alianza Chorrillos           |
| 1928 | Alianza Lima                 |
| 1928 | Association Alianza          |
| 1928 | Atlético Chalaco             |
| 1928 | Ciclista Lima                |
| 1928 | Circolo Sportivo Italiano    |
| 1928 | Universitario de Deportes    |
| 1928 | Jorge Chávez                 |
| 1928 | Club Jorge Washington        |
| 1928 | Sport José Olaya             |
| 1928 | Lawn Tennis de la Exposición |
| 1928 | Sport Progreso               |
| 1928 | Sportivo Unión               |
| 1928 | Sportivo Tarapacá            |
| 1928 | Unión Buenos Aires           |
| 1928 | Unión Fútbol Club            |
| 1928 | Unión Santa Catalina         |
| 1929 | Alianza Chorrillos           |
| 1929 | Alianza Lima                 |
| 1929 | Atlético Chalaco             |
| 1929 | Ciclista Lima                |
| 1929 | Circolo Sportivo Italiano    |
| 1929 | Universitario de Deportes    |
| 1929 | Hidroaviación                |
| 1929 | Jorge Chávez                 |
| 1929 | Sport Progreso               |
| 1929 | Sporting Tabaco              |
| 1929 | Sportivo Unión               |
| 1929 | Sportivo Tarapacá            |
| 1929 | Unión Buenos Aires           |

### 1930-1939
| Ano  | Club                      |
| ---- | ------------------------- |
| 1930 | Alianza Lima              |
| 1930 | Atlético Chalaco          |
| 1930 | Ciclista Lima             |
| 1930 | Circolo Sportivo Italiano |
| 1930 | Universitario de Deportes |
| 1930 | Hidroaviación             |
| 1930 | Lawn Tennis               |
| 1930 | Sport Progreso            |
| 1930 | Sporting Tabaco           |
| 1930 | Sportivo Tarapacá         |
| 1930 | Sportivo Unión            |
| 1930 | Unión Buenos Aires        |
| 1931 | Alianza Frigorífico       |
| 1931 | Alianza Lima              |
| 1931 | Atlético Chalaco          |
| 1931 | Ciclista Lima             |
| 1931 | Circolo Sportivo Italiano |
| 1931 | Universitario de Deportes |
| 1931 | Hidroaviación             |
| 1931 | Lawn Tennis               |
| 1931 | Sporting Tabaco           |
| 1931 | Sportivo Unión            |
| 1931 | Sportivo Tarapacá         |
| 1931 | Unión Buenos Aires        |
| 1932 | Alianza Lima              |
| 1932 | Ciclista Lima             |
| 1932 | Circolo Sportivo Italiano |
| 1932 | Universitario de Deportes |
| 1932 | Sport Progreso            |
| 1932 | Sporting Tabaco           |
| 1932 | Sportivo Unión            |
| 1932 | Sportivo Tarapacá         |
| 1933 | Alianza Lima              |
| 1933 | Ciclista Lima             |
| 1933 | Circolo Sportivo Italiano |
| 1933 | Sport Boys                |
| 1933 | Sport Progreso            |
| 1933 | Sporting Tabaco           |
| 1933 | Sportivo Unión            |
| 1933 | Sportivo Tarapacá         |
| 1933 | Universitario de Deportes |
| 1933 | Mariscal Sucre            |
| 1934 | Alianza Lima              |
| 1934 | Ciclista Lima             |
| 1934 | Circolo Sportivo Italiano |
| 1934 | Sport Boys                |
| 1934 | Sporting Tabaco           |
| 1934 | Sportivo Tarapacá         |
| 1934 | Mariscal Sucre            |
| 1934 | Universitario de Deportes |
| 1934 | Unión Carbone             |
| 1935 | Alianza Lima              |
| 1935 | Sport Boys                |
| 1935 | Sportivo Tarapacá         |
| 1935 | Mariscal Sucre            |
| 1935 | Universitario de Deportes |
| 1936 | Não disputado             |
| 1937 | Alianza Lima              |
| 1937 | Atlético Chalaco          |
| 1937 | Deportivo Municipal       |
| 1937 | Sport Boys                |
| 1937 | Sportivo Melgar           |
| 1937 | Sporting Tabaco           |
| 1937 | Sportivo Tarapacá         |
| 1937 | Mariscal Sucre            |
| 1937 | Telmo Carbajo             |
| 1937 | Universitario de Deportes |
| 1938 | Alianza Lima              |
| 1938 | Atlético Chalaco          |
| 1938 | Ciclista Lima             |
| 1938 | Deportivo Municipal       |
| 1938 | Progresista Apurimac      |
| 1938 | Sport Boys                |
| 1938 | Sporting Tabaco           |
| 1938 | Mariscal Sucre            |
| 1938 | Universitario de Deportes |
| 1939 | Atlético Chalaco          |
| 1939 | Atlético Cordoba          |
| 1939 | Ciclista Lima             |
| 1939 | Deportivo Municipal       |
| 1939 | Sport Boys                |
| 1939 | Sporting Tabaco           |
| 1939 | Mariscal Sucre            |
| 1939 | Universitario de Deportes |

### 1940-1949
| Ano  | Club                      |
| ---- | ------------------------- |
| 1940 | Alianza Lima              |
| 1940 | Atlético Chalaco          |
| 1940 | Ciclista Lima             |
| 1940 | Deportivo Municipal       |
| 1940 | Sport Boys                |
| 1940 | Sporting Tabaco           |
| 1940 | Mariscal Sucre            |
| 1940 | Universitario de Deportes |
| 1941 | Alianza Lima              |
| 1941 | Atlético Chalaco          |
| 1941 | Deportivo Municipal       |
| 1941 | Sport Boys                |
| 1941 | Sporting Tabaco           |
| 1941 | Mariscal Sucre            |
| 1941 | Telmo Carbajo             |
| 1941 | Universitario de Deportes |
| 1942 | Alianza Lima              |
| 1942 | Atlético Chalaco          |
| 1942 | Centro Iqueño             |
| 1942 | Deportivo Municipal       |
| 1942 | Santiago Barranco         |
| 1942 | Sport Boys                |
| 1942 | Sporting Tabaco           |
| 1942 | Mariscal Sucre            |
| 1942 | Telmo Carbajo             |
| 1942 | Universitario de Deportes |
| 1943 | Alianza Lima              |
| 1943 | Atlético Chalaco          |
| 1943 | Centro Iqueño             |
| 1943 | Deportivo Municipal       |
| 1943 | Sport Boys                |
| 1943 | Sporting Tabaco           |
| 1943 | Mariscal Sucre            |
| 1943 | Universitario de Deportes |
| 1944 | Alianza Lima              |
| 1944 | Atlético Chalaco          |
| 1944 | Centro Iqueño             |
| 1944 | Deportivo Municipal       |
| 1944 | Sport Boys                |
| 1944 | Sporting Tabaco           |
| 1944 | Mariscal Sucre            |
| 1944 | Universitario de Deportes |
| 1945 | Alianza Lima              |
| 1945 | Atlético Chalaco          |
| 1945 | Centro Iqueño             |
| 1945 | Deportivo Municipal       |
| 1945 | Sport Boys                |
| 1945 | Sporting Tabaco           |
| 1945 | Mariscal Sucre            |
| 1945 | Universitario de Deportes |
| 1946 | Alianza Lima              |
| 1946 | Atlético Chalaco          |
| 1946 | Centro Iqueño             |
| 1946 | Deportivo Municipal       |
| 1946 | Sport Boys                |
| 1946 | Sporting Tabaco           |
| 1946 | Mariscal Sucre            |
| 1946 | Universitario de Deportes |
| 1947 | Alianza Lima              |
| 1947 | Atlético Chalaco          |
| 1947 | Ciclista Lima             |
| 1947 | Deportivo Municipal       |
| 1947 | Sport Boys                |
| 1947 | Sporting Tabaco           |
| 1947 | Mariscal Sucre            |
| 1947 | Universitario de Deportes |
| 1948 | Alianza Lima              |
| 1948 | Atlético Chalaco          |
| 1948 | Ciclista Lima             |
| 1948 | Deportivo Municipal       |
| 1948 | Jorge Chávez              |
| 1948 | Sport Boys                |
| 1948 | Sporting Tabaco           |
| 1948 | Mariscal Sucre            |
| 1948 | Universitario de Deportes |
| 1949 | Alianza Lima              |
| 1949 | Atlético Chalaco          |
| 1949 | Centro Iqueño             |
| 1949 | Deportivo Municipal       |
| 1949 | Sport Boys                |
| 1949 | Sporting Tabaco           |
| 1949 | Mariscal Sucre            |
| 1949 | Universitario de Deportes |

## Estádios
- Estádio Monumental - Capacidade: 80 093 espectadores.[65][66] Proprietário: Universitario de Deportes.[67][68][69][70] É o estádio de maior capacidade do país (e segundo da América do Sul) e está localizado no Distrito de Lima. Foi inaugurado em 2000.[71][72][73] É também o segundo estádio da seleção nacional peruana para seus jogos oficiais.
- Monumental da UNSA - Capacidade: 60.000 espectadores. Proprietário: Universidade Nacional de Santo Agostinho (Universidad San Agustín). Localizado na cidade de Arequipa.[74] Inaugurado em 1995, é o maior estádio de Arequipa e um dos maiores do Peru.[75][76][77]
- Estádio Nacional - Capacidade: 50.000 espectadores. Proprietário: Instituto Peruano del Deporte.[78][79] É o principal estádio do país localizado no Cercado de Lima, na capital peruana. Construído em 1952, foi palco de finais de Copa América, de Copa Libertadores e é o estádio onde a Seleção Peruana disputa seus jogos.
- Inca Garcilaso de la Vega - Capacidade: 42.056 espectadores. Proprietário: Instituto Peruano del Deporte. Localizado na cidade de Cuzco, foi naugurado em 1950 com capacidade para 22 mil espectadores. Por conta da Copa América de 2004 no Peru, o estádio foi expandido para a atual capacidade de 42 mil espectadores.
- Estádio Mansiche - Capacidade: 25.000. Propietário: Instituto Peruano del Deporte. Localizado na cidade de Trujillo, norte do Peru.
- Miguel Grau (Piura) - Capacidade: 25.000 espectadores. Proprietário: Instituto Peruano del Deporte. Inaugurado em 1958, recebeu três partidas da Copa América de 2004, dentre elas o jogo válido pelas quartas de final Brasil 4x0 México
- Guillermo Briceño Rosamedina - Capacidade: 20.030 espectadores. Proprietário: Instituto Peruano del Deporte. Localizado na cidade de Juliaca e inaugurado em 1966, fica a 3.824 metros acima do nível do mar, fazendo dele o estádio mais alto da primeira divisão peruana.
- Estádio Huancayo - Capacidade: 20.000 espectadores. Proprietário: Instituto Peruano del Deporte. Localizado na cidade de Huancayo. Foi inaugurado em 1962. Está localizado a 3.259 metros acima do nível do mar.
- Héroes de San Ramón - Capacidade: 18.000 espectadores. Proprietário: Instituto Peruano del Deporte. Localizado na cidade de Cajamarca. Foi inaugurado em 1942. O nome vem da batalha de San Pablo, na qual 3 estudantes da Escola de Cajamarca de San Ramón deram suas vidas em prol de sua pátria, durante a Guerra do Pacífico, quando o exército chileno derrotou o peruano.
- Alberto Gallardo - Capacidade: 18.000 espectadores. Proprietário: Sporting Cristal. Localizado em Lima, no distrito de San Martín de Porres. O estádio Alberto Gallardo foi construído na década de 1960, aproveitando um terreno vazio que se estendia ao longo de um penhasco com vistas para o Rio Rímac. Anteriormente era conhecido como Estádio San Martin de Porres, mas em abril de 2012, foi renomeado em homenagem ao atacante peruano e jogador do Sporting Cristal Alberto Gallardo.[80]
- Miguel Grau (Callao) - Capacidade: 17.000 espectadores. Proprietário: Governo Regional do Callao. Localiza-se na província constitucional de Callao. Foi inaugurado em 1996. Seu nome é uma homenagem ao Grande-Almirante Miguel Grau Seminario, valente herói da Guerra do Pacífico contra o Chile.
- Estádio Iván Elías Moreno - Capacidade: 10.000 espectadores. Proprietário: Distrito do Município de Villa El Salvador. Localizado nos arredores da cidade de Lima. Foi inaugurado em 2002, com o nome de Iván Elías Moreno, membro do Conselho Estudantil do Colegio Fe y Alegría 17, localizado no terreno onde o estádio seria construído.

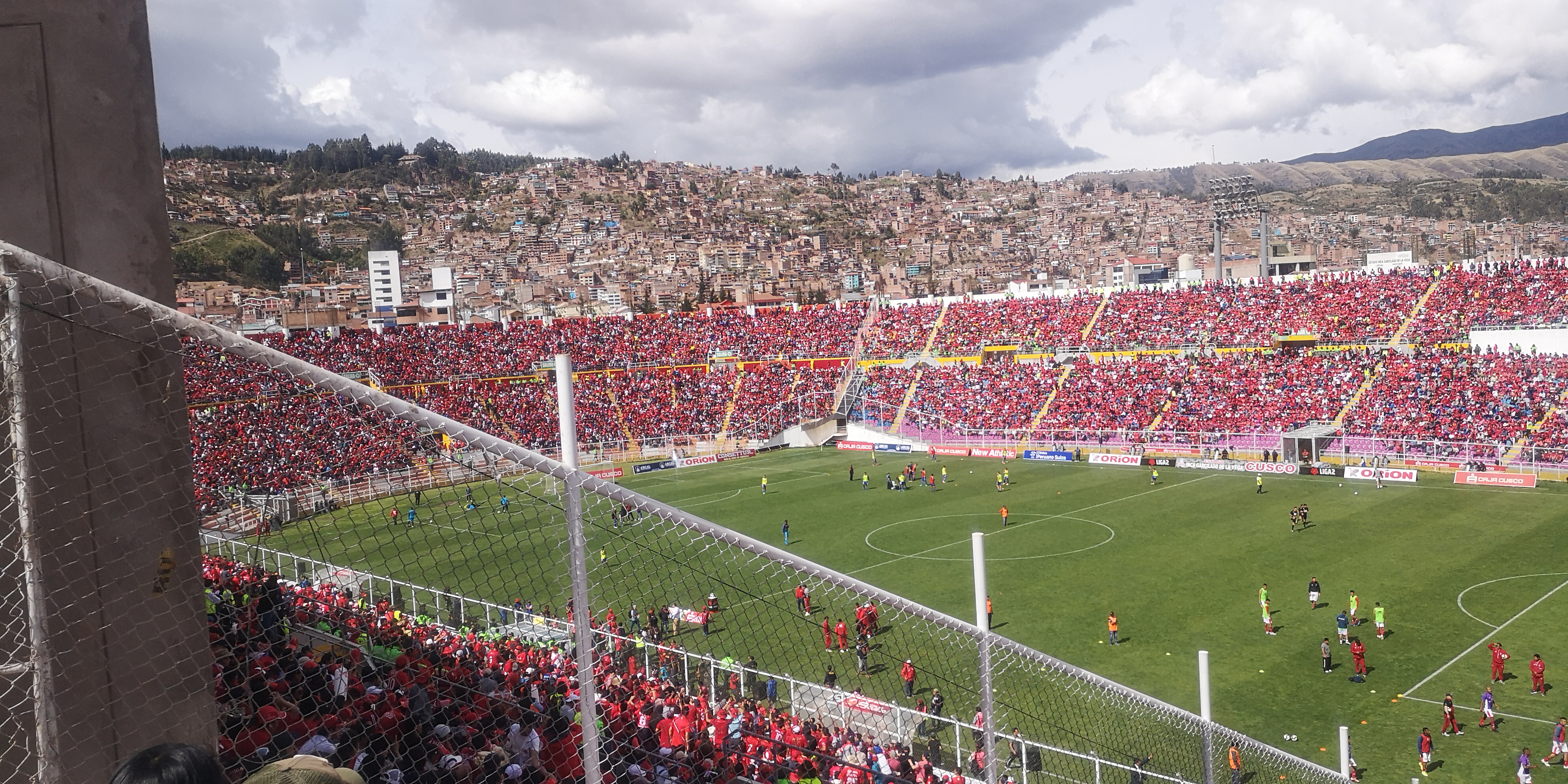
Estádio Inca Garcilaso
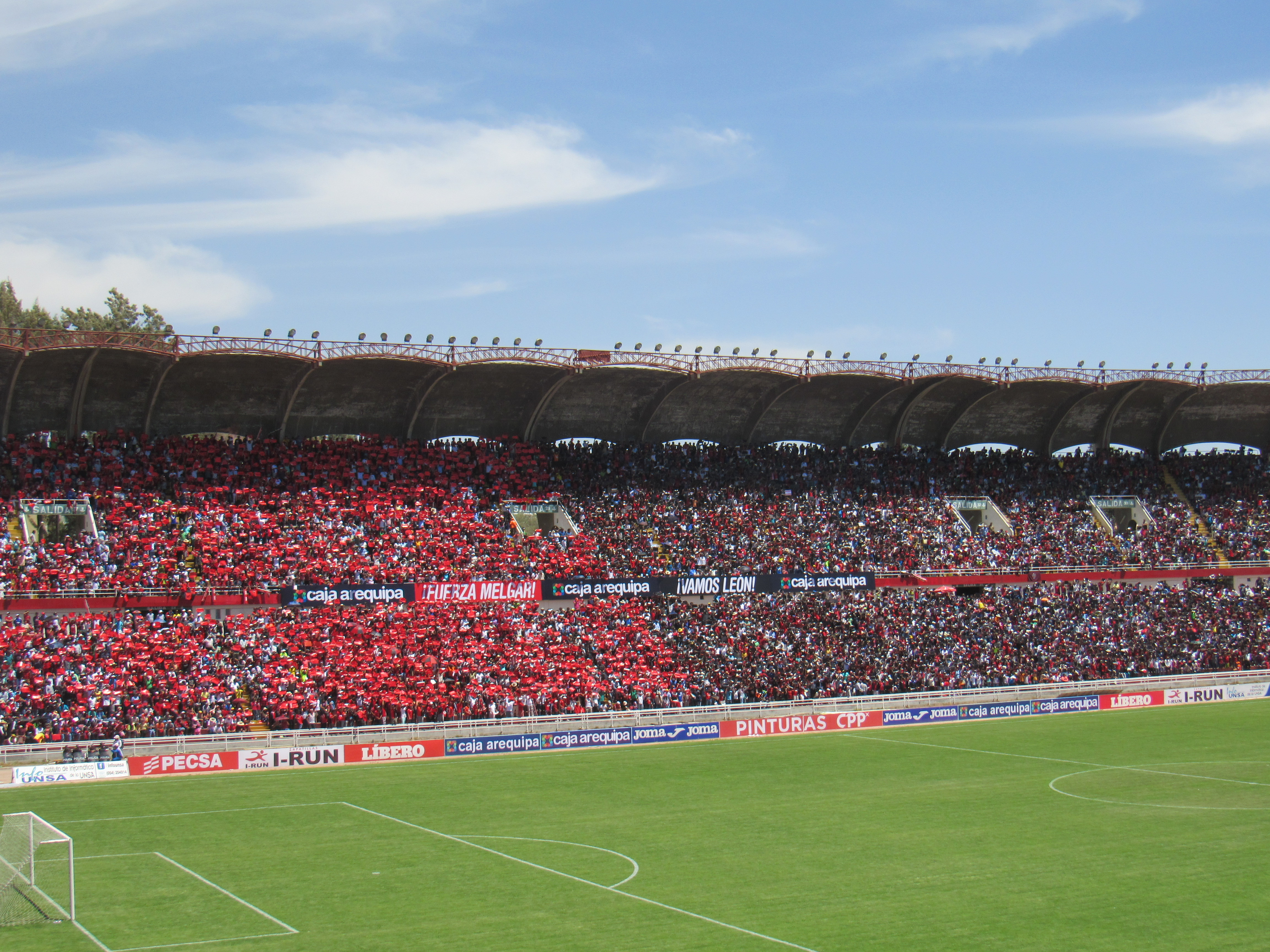
Estádio Monumental UNSA
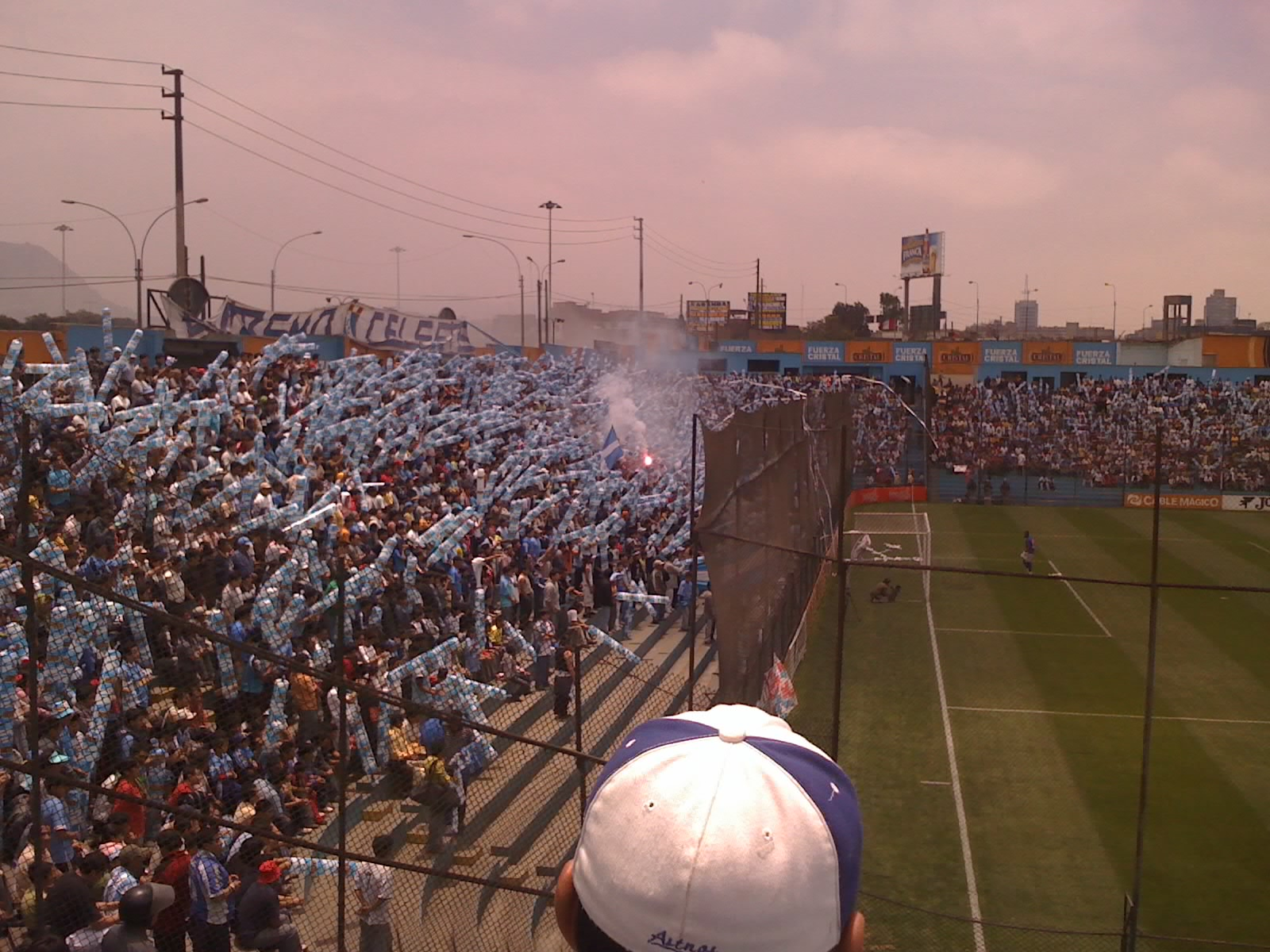
Estádio Alberto Gallardo
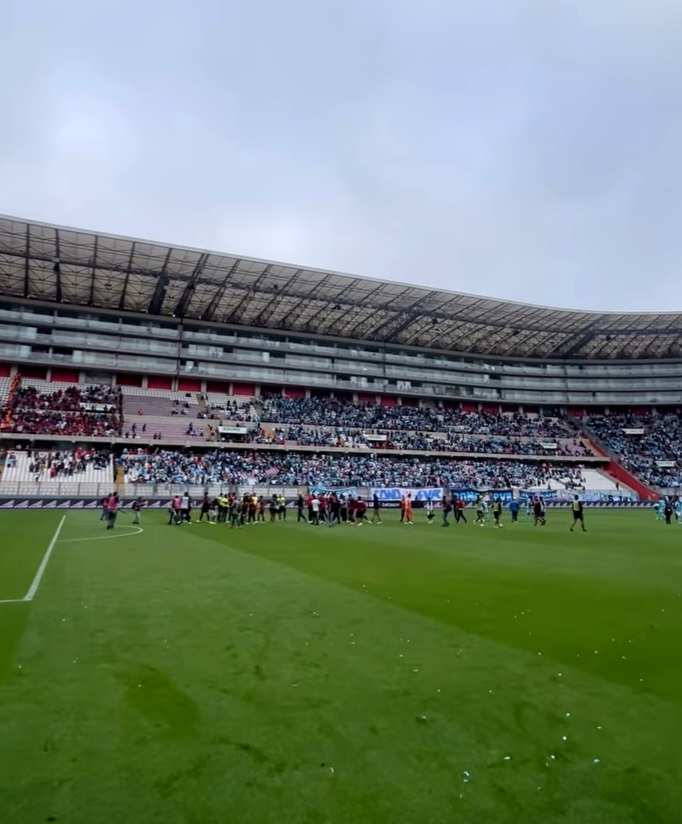
Estadio Nacional

## Campeões
| Ano   | Campeão                        | Vice-Campeão                           |
| 1912  | Lima Cricket FBC (1)           | Ciclista Lima Association              |
| 1913  | Club Jorge Chávez (1)          | Lima Cricket FBC                       |
| 1914  | Lima Cricket FBC (2)           | Club Jorge Chávez                      |
| 1915  | Sport José Gálvez (1)          | Atlético Peruano                       |
| 1916  | Sport José Gálvez (2)          | Club Jorge Chávez                      |
| 1917  | Sport Juan Bielovucic (1)      | Unión Miraflores                       |
| 1918  | Sport Alianza (1)              | Jorge Chávez (Callao)                  |
| 1919  | Sport Alianza (2)              | Saenz Peña                             |
| 1920  | Sport Inca (1)                 | Sport Progreso                         |
| 1921  | Sport Progreso (1)             | Jorge Chávez (Callao)                  |
| 1926  | Sport Progreso (2)             | Sport Tarapaca                         |
| 1927  | Sport Alianza (3)              | Unión Buenos Aires                     |
| 1928  | Alianza Lima (4)               | Universitario de Deportes              |
| 1929  | Universitario de Deportes (1)  | Circolo Sportivo Italiano              |
| 1930  | Atlético Chalaco (1)           | Alianza Lima                           |
| 1931  | Alianza Lima (5)               | Club Sporting Cristal\|Sporting Tabaco |
| 1932  | Alianza Lima (6)               | Universitario de Deportes              |
| 1933  | Alianza Lima (7)               | Universitario de Deportes              |
| 1934  | Universitario de Deportes (2)  | Alianza Lima                           |
| 1935  | Sport Boys (1)                 | Alianza Lima                           |
| 1936  | Não disputado                  | Não disputado                          |
| 1937  | Sport Boys (2)                 | Alianza Lima                           |
| 1938  | Deportivo Municipal (1)        | Sport Boys                             |
| 1939  | Universitario de Deportes (3)  | Mariscal Sucre                         |
| 1940  | Deportivo Municipal (2)        | Universitario de Deportes              |
| 1941  | Universitario de Deportes (4)  | Deportivo Municipal                    |
| 1942  | Sport Boys (3)                 | Deportivo Municipal                    |
| 1943  | Deportivo Municipal (3)        | Alianza Lima                           |
| 1944  | Mariscal Sucre (1)             | Deportivo Municipal                    |
| 1945  | Universitario de Deportes (5)  | Deportivo Municipal                    |
| 1946  | Universitario de Deportes (6)  | Deportivo Municipal                    |
| 1947  | Atlético Chalaco (2)           | Deportivo Municipal                    |
| 1948  | Alianza Lima (8)               | Atlético Chalaco                       |
| 1949  | Universitario de Deportes (7)  | Mariscal Sucre                         |
| 1950  | Deportivo Municipal (3)        | Sport Boys                             |
| 1951  | Sport Boys (4)                 | Deportivo Municipal                    |
| 1952  | Alianza Lima (9)               | Sport Boys                             |
| 1953  | Mariscal Sucre (2)             | Alianza Lima                           |
| 1954  | Alianza Lima (10)              | Club Sporting Cristal\|Sporting Tabaco |
| 1955  | Alianza Lima (11)              | Universitario de Deportes              |
| 1956  | Sporting Cristal (1)           | Alianza Lima                           |
| 1957  | Centro Iqueño (1)              | Atlético Chalaco                       |
| 1958  | Sport Boys (5)                 | Atlético Chalaco                       |
| 1959  | Universitario de Deportes (8)  | Sport Boys                             |
| 1960  | Universitario de Deportes (9)  | Sport Boys                             |
| C1961 | Sporting Cristal (2)           | Alianza Lima                           |
| 1962  | Alianza Lima (12)              | Sporting Cristal                       |
| 1963  | Alianza Lima (13)              | Sporting Cristal                       |
| 1964  | Universitario de Deportes (10) | Alianza Lima                           |
| 1965  | Alianza Lima (14)              | Universitario de Deportes              |
| 1966  | Universitario de Deportes (11) | Sport Boys                             |
| 1967  | Universitario de Deportes (12) | Sporting Cristal                       |
| C1968 | Sporting Cristal (3)           | Juan Aurich                            |
| 1969  | Universitario de Deportes (13) | Defensor Arica                         |
| 1970  | Sporting Cristal (4)           | Universitario de Deportes              |
| 1971  | Universitario de Deportes (14) | Alianza Lima                           |
| 1972  | Sporting Cristal (5)           | Universitario de Deportes              |
| 1973  | Defensor Lima (1)              | Sporting Cristal                       |
| 1974  | Universitario de Deportes (15) | Unión Huaral                           |
| 1975  | Alianza Lima (15)              | Alfonso Ugarte                         |
| 1976  | Unión Huaral (1)               | Sport Boys                             |
| 1977  | Alianza Lima (16)              | Sporting Cristal                       |
| 1978  | Alianza Lima (17)              | Universitario de Deportes              |
| 1979  | Sporting Cristal (6)           | Atlético Chalaco                       |
| 1980  | Sporting Cristal (7)           | Atlético Torino                        |
| 1981  | FBC Melgar (1)                 | Deportivo Municipal                    |
| 1982  | Universitario de Deportes (16) | Alianza Lima                           |
| 1983  | Sporting Cristal (8)           | FBC Melgar                             |
| 1984  | Sport Boys (6)                 | Universitario de Deportes              |
| 1985  | Universitario de Deportes (17) | Universidad Técnica de Cajamarca       |
| 1986  | Deportivo San Agustín (1)      | Alianza Lima                           |
| 1987  | Universitario de Deportes (18) | Alianza Lima                           |
| 1988  | Sporting Cristal (9)           | Universitario de Deportes              |
| 1989  | Unión Huaral (2)               | Sporting Cristal                       |
| 1990  | Universitario de Deportes (19) | Sport Boys                             |
| 1991  | Sporting Cristal (10)          | Sport Boys                             |
| 1992  | Universitario de Deportes (20) | Sporting Cristal                       |
| 1993  | Universitario de Deportes (21) | Alianza Lima                           |
| 1994  | Sporting Cristal (11)          | Alianza Lima                           |
| 1995  | Sporting Cristal (12)          | Universitario de Deportes              |
| 1996  | Sporting Cristal (13)          | Alianza Lima                           |

| Ano  | Campeão                        | Vice-Campeão              | Finais                  | Campeão Apertura          | Campeão Clausura          |
| 1997 | Alianza Lima (18)              | Sporting Cristal          | Sem finais              | Alianza Lima              | Alianza Lima              |
| 1998 | Universitario de Deportes (22) | Sporting Cristal          | 2-1 et 1-2 (4 pen. à 2) | Universitario de Deportes | Sporting Cristal          |
| 1999 | Universitario de Deportes (23) | Alianza Lima              | 3-0 et 0-1              | Universitario de Deportes | Alianza Lima              |
| 2000 | Universitario de Deportes (24) | Sporting Cristal          | Sem finais              | Universitario de Deportes | Universitario de Deportes |
| 2001 | Alianza Lima (19)              | Cienciano                 | 3-2 et 0-1 (4 pen. à 2) | Alianza Lima              | Cienciano                 |
| 2002 | Sporting Cristal (14)          | Universitario de Deportes | Sem finais              | Universitario de Deportes | Sporting Cristal          |
| 2003 | Alianza Lima (20)              | Sporting Cristal          | 3-1                     | Sporting Cristal          | Alianza Lima              |
| 2004 | Alianza Lima (21)              | Sporting Cristal          | 0-0 (5 pen à 4)         | Alianza Lima              | Sporting Cristal          |
| 2005 | Sporting Cristal (15)          | Cienciano                 | 1-0                     | Cienciano                 | Sporting Cristal          |
| 2006 | Alianza Lima (22)              | Cienciano                 | 0-1 et 3-1              | Alianza Lima              | Cienciano                 |
| 2007 | Universidad San Martín (1)     | Coronel Bolognesi         | Sem finais              | Universidad San Martín    | Coronel Bolognesi         |
| 2008 | Universidad San Martín (2)     | Universitario de Deportes | Sem finais              | Universitario de Deportes | Universidad San Martín    |

| Ano  | Campeão                        | Vice-Campeão    | Finais                  |
| 2009 | Universitario de Deportes (25) | Alianza Lima    | 1-0 et 1-0              |
| 2010 | Universidad San Martín (3)     | León de Huánuco | 1-1 et 2-1              |
| 2011 | Juan Aurich (1)                | Alianza Lima    | 1-2, 1-0 et 0-0 aux pen |
| 2012 | Sporting Cristal (16)          | Real Garcilaso  | 1-0 et 1-0              |
| 2013 | Universitario de Deportes (26) | Real Garcilaso  | 2-3, 3-0 et 1-1 aux pen |

| Ano  | Campeão               | Vice-Campeão     | Finais               | Campeão Apertura          | Campeão Clausura |
| 2014 | Sporting Cristal (17) | Juan Aurich      | 2-2, 0-0 et 3-2 a.p. | Juan Aurich               | Sporting Cristal |
| 2015 | Melgar (2)            | Sporting Cristal | 2-2, 3-2             | Sporting Cristal          | Melgar           |
| 2016 | Sporting Cristal (18) | Melgar           | 1-1, 0-0             | Universitario de Deportes | Sporting Cristal |
| 2017 | Alianza Lima (23)     | Real Garcilaso   | 2-1, 2-0             | Alianza Lima              | Alianza Lima     |
| 2018 | Sporting Cristal (19) | Alianza Lima     | 4-1, 3-0             | Sporting Cristal          | Melgar           |
| 2019 | Binacional (1)        | Alianza Lima     | 4-1, 0-2             | Binacional                | Alianza Lima     |
| 2020 | Sporting Cristal (20) | Universitario    | 2-1, 1-1             | Universitario             | Sporting Cristal |
| 2021 | Alianza Lima (24)     | Sporting Cristal | 1-0, 0-0             | Sporting Cristal          | Alianza Lima     |
| 2022 | Alianza Lima (25)     | Melgar           | 0-1, 2-0             | Melgar                    | Alianza Lima     |
| 2023 | Universitario (27)    | Alianza Lima     | 1-1, 2-0             | Alianza Lima              | Universitario    |
| 2024 | Universitario (28)    | Sporting Cristal | Não teve             | Universitario             | Universitario    |

* Campeão como Federación Universitaria de Fútbol, nome que perdurou até 1932.

** Campeão como Sport Alianza, nome que perdurou até 1927.

## Títulos por equipe
| Equipe                    | Títulos | Títulos Conquistados     | Títulos Conquistados                     | Títulos Conquistados |
| Equipe                    | Títulos | Liga de Lima (1912-1921) | Era Amadora Lima & Callao (1926-1950)    | Era Profesional Lima & Callao (1951 - 1965) Descentralizado (1966-Atualidade)                                                |
| ------------------------- | ------- | ------------------------ | ---------------------------------------- | --- |
| Universitario de Deportes | 28      |                          | 1929, 1934, 1939, 1941, 1945, 1946, 1949 | 1959, 1960, 1964, 1966, 1967, 1969, 1971, 1974, 1982, 1985, 1987, 1990, 1992, 1993, 1998, 1999, 2000, 2009, 2013, 2023, 2024 |
| Alianza Lima              | 25      | 1918, 1919               | 1927, 1928, 1931, 1932, 1933, 1948       | 1952, 1954, 1955, 1962, 1963, 1965, 1975, 1977, 1978, 1997, 2001, 2003, 2004, 2006, 2017, 2021, 2022                         |
| Sporting Cristal          | 20      |                          |                                          | 1956, 1961, 1968, 1970, 1972, 1979, 1980, 1983, 1988, 1991, 1994, 1995, 1996, 2002, 2005, 2012, 2014, 2016, 2018, 2020       |
| Sport Boys                | 6       |                          | 1935, 1937, 1942                         | 1951, 1958, 1984 |
| Deportivo Municipal       | 4       |                          | 1938, 1940, 1943, 1950                   | |
| Universidad San Martín    | 3       |                          |                                          | 2007, 2008, 2010 |
| F. B. C. Melgar           | 2       |                          |                                          | 1981, 2015 |
| Unión Huaral              | 2       |                          |                                          | 1976, 1989 |
| Sucre F. B. C.            | 2       |                          | 1944                                     | 1953 |
| Atlético Chalaco          | 2       |                          | 1930, 1947                               | |
| Sport Progreso            | 2       | 1921                     | 1926                                     | |
| Sport José Gálvez         | 2       | 1915, 1916               |                                          | |
| Lima Cricket F. B. C.     | 2       | 1912, 1914               |                                          | |
| Binacional                | 1       |                          |                                          | 2019 |
| Juan Aurich               | 1       |                          |                                          | 2011 |
| Deportivo San Agustín     | 1       |                          |                                          | 1986 |
| Defensor Lima             | 1       |                          |                                          | 1973 |
| Centro Iqueño             | 1       |                          |                                          | 1957 |
| Sport Inca                | 1       | 1920                     |                                          | |
| Sport Juan Bielovucic     | 1       | 1917                     |                                          | |
| Jorge Chávez Nr. 1        | 1       | 1913                     |                                          | |

## Títulos por região
A região de Lima é a que mais títulos conquistou desde a fundação do torneio, um total de 94. Callao com 8 títulos está em segundo lugar, o último título conquistado por um clube desta região foi em 1984. Arequipa, com os 2 títulos conquistados por Melgar, está na terceira posição, enquanto Lambayeque e Puno têm um título.
Vale destacar que no início o campeonato era disputado apenas com times de Lima. Desde 1966 as equipes de outras regiões do Peru podem participar do campeonato.
| Região     | Títulos | Equipes |
| ---------- | ------- | --- |
| Lima       | 96      | Universitario (28), Alianza Lima (25), Sporting Cristal (20), Deportivo Municipal (4), Universidad San Martin (3), Sport José Gálvez (2), Lima Cricket (2), Mariscal Sucre (2), Sport Progreso (2), Unión Huaral (2), Centro Iqueño (1), Deportivo San Agustín (1), Defensor Lima (1), Jorge Chávez Nr. 1 (1), Sport Inca (1), Sport Juan Bielovucic (1) |
| Callao     | 8       | Sport Boys (6), Atlético Chalaco (2) |
| Arequipa   | 2       | Melgar |
| Lambayeque | 1       | Juan Aurich |
| Puno       | 1       | Binacional |

## Artilharia

### Por ano
| Ano   | Nome                          | Equipe                                   | Gols          |
| ----- | ----------------------------- | ---------------------------------------- | ------------- |
| 1928  | Alejandro Villanueva          | Alianza Lima                             | 3             |
| 1929  | Carlos Cillóniz               | Universitario de Deportes                | 8             |
| 1930  | Manuel Puente                 | Atlético Chalaco                         | 3             |
| 1931  | Alejandro Villanueva          | Alianza Lima                             | 16            |
| 1932  | Teodoro Fernández             | Universitario de Deportes                | 11            |
| 1933  | Teodoro Fernández             | Universitario de Deportes                | 9             |
| 1934  | Teodoro Fernández             | Universitario de Deportes                | 9             |
| 1935  | Jorge Alcalde                 | Sport Boys                               | 5             |
| 1936  | Não disputado                 | Não disputado                            | Não disputado |
| 1937  | Juan Flores                   | Sport Boys                               | 10            |
| 1938  | Jorge Alcalde                 | Sport Boys                               | 8             |
| 1939  | Teodoro Fernández             | Universitario de Deportes                | 15            |
| 1940  | Teodoro Fernández             | Universitario de Deportes                | 15            |
| 1941  | Jorge Cabrejos                | Deportivo Municipal                      | 13            |
| 1942  | Teodoro Fernández             | Universitario de Deportes                | 11            |
| C1943 | Germán Cerro                  | Universitario de Deportes                | 9             |
| 1944  | Victor Espinoza               | Universitario de Deportes                | 16            |
| 1945  | Teodoro Fernández             | Universitario de Deportes                | 16            |
| 1946  | Valeriano López               | Sport Boys                               | 22            |
| 1947  | Valeriano López               | Sport Boys                               | 20            |
| 1948  | Valeriano López               | Sport Boys                               | 20            |
| 1949  | Emilio Salinas                | Alianza Lima                             | 18            |
| 1950  | Alberto Terry                 | Universitario de Deportes                | 16            |
| 1951  | Valeriano López               | Sport Boys                               | 31            |
| 1952  | Emilio Salinas                | Alianza Lima                             | 22            |
| 1953  | Gualberto Bianco              | Atlético Chalaco                         | 17            |
| 1954  | Vicente Villanueva            | Club Sporting Cristal\|Sporting Tabaco   | 14            |
| 1955  | Máximo Mosquera               | Alianza Lima                             | 11            |
| 1956  | Daniel Ruiz                   | Universitario de Deportes                | 16            |
| 1957  | Daniel Ruiz                   | Universitario de Deportes                | 20            |
| 1958  | Juan Joya                     | Alianza Lima                             | 17            |
| 1959  | Daniel Ruiz                   | Universitario de Deportes                | 28            |
| 1960  | Fernando Olaechea             | Centro Iqueño                            | 18            |
| 1961  | Alberto Gallardo              | Sporting Cristal                         | 18            |
| 1962  | Alberto Gallardo              | Sporting Cristal                         | 22            |
| 1963  | Pedro Pablo León              | Alianza Lima                             | 13            |
| 1964  | Ángel Uribe                   | Universitario de Deportes                | 15            |
| 1965  | Carlos Urrunaga               | Defensor Lima                            | 16            |
| 1966  | Teófilo Cubillas              | Alianza Lima                             | 19            |
| 1967  | Pedro Pablo León              | Alianza Lima                             | 14            |
| 1968  | Oswaldo Ramírez               | Sport Boys                               | 26            |
| 1969  | Jaime Mosquera                | Deportivo Municipal                      | 15            |
| 1970  | Teófilo Cubillas              | Alianza Lima                             | 22            |
| 1971  | Manuel Mellán                 | Deportivo Municipal                      | 25            |
| 1972  | Francisco Gonzales            | Defensor Lima                            | 20            |
| 1973  | Francisco Gonzales            | Defensor Lima                            | 25            |
| 1974  | Pablo Muchotrigo              | Cienciano                                | 32            |
| 1975  | José Leyva                    | Alfonso Ugarte                           | 25            |
| 1976  | Alejandro Luces               | Unión Huaral                             | 17            |
| 1977  | Freddy Ravello                | Alianza Lima                             | 21            |
| 1978  | Juan José Oré                 | Universitario de Deportes                | 19            |
| 1979  | José Leyva                    | Alfonso Ugarte                           | 28            |
| 1980  | Oswaldo Ramírez               | Sporting Cristal                         | 18            |
| 1981  | José Carranza                 | Alianza Lima                             | 15            |
| 1982  | Percy Rojas                   | Universitario de Deportes                | 19            |
| 1983  | Juan Caballero                | Sporting Cristal                         | 29            |
| 1984  | Jaime Drago                   | Universitario de Deportes                | 13            |
| 1985  | Genaro Neyra                  | FBC Melgar                               | 22            |
| 1986  | Juvenal Briceño               | FBC Melgar                               | 16            |
| 1987  | Fidel Suárez                  | Universitario de Deportes                | 20            |
| 1988  | Alberto Mora                  | Octavio Espinoza                         | 15            |
| 1989  | Carlos Delgado                | Carlos A. Mannucci                       | 14            |
| 1990  | Cláudio Adão                  | Sport Boys                               | 31            |
| 1991  | Horacio Baldessari            | Sporting Cristal                         | 25            |
| 1992  | Marquinho                     | Sport Boys                               | 18            |
| 1993  | Waldir Sáenz                  | Alianza Lima                             | 31            |
| 1994  | Flavio Maestri                | Sporting Cristal                         | 25            |
| 1995  | Julinho                       | Sporting Cristal                         | 23            |
| 1996  | Waldir Sáenz                  | Alianza Lima                             | 19            |
| 1997  | Ricardo Zegarra               | Alianza Atletico                         | 17            |
| 1998  | Nílson Esídio                 | Sporting Cristal                         | 25            |
| 1999  | Ysrael Zúñiga                 | FBC Melgar                               | 32            |
| 2000  | Eduardo Esidio                | Universitario de Deportes                | 37            |
| 2001  | Jorge Ramirez                 | Deportivo Wanka                          | 21            |
| 2002  | Luis Artime                   | Melgar                                   | 24            |
| 2003  | Luis Alberto Bonnet           | Sporting Cristal                         | 20            |
| 2004  | Gabriel Garcia                | Melgar                                   | 35            |
| 2005  | Miguel Mostto                 | Cienciano                                | 18            |
| 2006  | Miguel Mostto                 | Cienciano                                | 22            |
| 2007  | Johan Fano                    | Universitario de Deportes                | 19            |
| 2008  | Miguel Ximenez                | Sporting Cristal                         | 32            |
| 2009  | Richard Estigarribia          | Total Chalaco                            | 23            |
| 2010  | Heber Arriola                 | Universidad San Martín                   | 24            |
| 2011  | Luis Tejada                   | Juan Aurich                              | 17            |
| 2012  | Andy Pando                    | Real Garcilaso                           | 27            |
| 2013  | Raúl Ruidiaz Víctor Rossell   | Universitario de Deportes Unión Comercio | 21            |
| 2014  | Santiago Silva                | Universidad San Martín                   | 23            |
| 2015  | Lionard Pajoy                 | Unión Comercio                           | 24            |
| 2016  | Robinson Aponza               | Alianza Atlético                         | 30            |
| 2017  | Cristian Bogado               | Unión Comercio                           | 17            |
| 2018  | Emanuel Herrera               | Sporting Cristal                         | 40            |
| 2019  | Bernardo Cuesta               | Melgar                                   | 27            |
| 2020  | Emanuel Herrera               | Sporting Cristal                         | 20            |
| 2021  | Luis Iberico Felipe Rodríguez | Melgar Carlos Manucci                    | 12            |
| 2022  | Luis Benites                  | Sport Huancayo                           | 19            |

### Por equipe
Ao longo da história, os jogadores do Club Universitario marcaram mais gols em uma temporada. Das 105 edições disputadas, 23 foram aquelas em que um jogador de Universitario acabou sendo o artilheiro do campeonato.
| Equipe                    | Anos |
| ------------------------- | --- |
| Universitario de Deportes | 23 (1929, 1932, 1933, 1934, 1939, 1940, 1942, 1943, 1944, 1945, 1950, 1956, 1957, 1959, 1964, 1978, 1982, 1984, 1987, 1996, 2000, 2007, 2013). |
| Alianza Lima              | 14 (1928, 1931, 1949, 1952, 1955, 1958, 1963, 1966, 1967, 1970, 1977, 1981, 1993, 1996).                                                       |
| Sporting Cristal          | 13 (1961, 1962, 1980, 1983, 1991, 1994, 1995, 1998, 2003, 2008, 2017, 2018, 2020).                                                             |
| Sport Boys                | 9 (1935, 1938, 1946, 1947, 1948, 1951, 1968, 1990, 1992).                                                                                      |
| Melgar                    | 7 (1985, 1986, 1999, 2002, 2004, 2019, 2021).                                                                                                  |
| Deportivo Municipal       | 3 (1941, 1969, 1971). |
| Defensor Lima             | 3 (1965, 1972, 1973). |
| Cienciano                 | 3 (1974, 2005, 2006). |
| Atlético Chalaco          | 2 (1930, 1953). |
| Alfonso Ugarte            | 2 (1975, 1979). |
| Alianza Atlético          | 2 (1997, 2016). |
| San Martín                | 2 (2010, 2014). |
| Unión Comercio            | 2 (2013, 2015). |
| Carlos Manucci            | 2 (1989, 2021). |

## Maiores artilheiros
| Rank | País             | Nome              | Ano       | Gols |
| ---- | ---------------- | ----------------- | --------- | ---- |
| 1    | Argentina · Peru | Sergio Ibarra     | 1993–2014 | 274  |
| 2    | Peru             | Oswaldo Ramírez   | 1966–1982 | 190  |
| 3    | Peru             | Waldir Sáenz      | 1991–2009 | 178  |
| 4    | Peru             | Jorge Soto        | 1990–2008 | 176  |
| 5    | Peru             | Ysrael Zúñiga     | 1999–2018 | 159  |
| 6    | Peru             | Emilio Salinas    | 1948–1962 | 159  |
| 7    | Peru             | Teodoro Fernández | 1930–1953 | 156  |
| 8    | Peru             | Teófilo Cubillas  | 1966–1988 | 152  |
| 9    | Peru             | Valeriano López   | 1945–1960 | 150  |
| 10   | Peru             | Alberto Gallardo  | 1959–1978 | 150  |